# Alvar Goetze
Alvar Julian Goetze (* 8. September 2000 in Bonn) ist ein deutscher Schauspieler.

## Leben
Goetze hatte seine ersten Schauspielauftritte bereits im Kindergarten. Seit seinem 14. Lebensjahr erhielt er eine künstlerische Ausbildung, zunächst in Gesang, später dann in Schauspiel und Filmdarstellung. Über Workshops am Jungen Theater Bonn an der Oper Bonn kam er zur Schauspielerei. Seit 2016 nimmt er Schauspielunterricht bei Jutta Groß-Kinsky und hat regelmäßig Unterricht am „Juniorhouse“, der Schauspielschule für Kinder und Jugendliche in Köln/Bonn. Im Rahmen der 10. „Bonner Theaternacht“ trat er 2016 unter Groß-Kinskys Regie als Darius, eine der Hauptrollen, in dem Theaterstück Lieblingsmenschen von Laura de Weck auf; die Aufführung fand in einem Waschsalon in der Bonner Innenstadt statt. 2017 besuchte er einen Workshop (Dozenten: Hanfried Schüttler/Kristin Diehle) an der Internationalen Filmschule Köln. Seit 2017 erhält er zusätzlich Einzelunterricht bei der Schauspielerin Tina Seydel.
Goetze steht seit 2014 vor der Kamera. 2014 realisierte er gemeinsam mit einem Freund den Kurzfilm Fotura, in dem er die Hauptrolle spielte. Er verkörperte einen Jungen, der aus den 1960er Jahren in die Gegenwart reist, und versucht, die Hektik der Großstadt Köln mit seiner alten Polaroid-Kamera einzufangen. Das Kurzfilmprojekt wurde 2016 beim Jungen Medienfestival in Dortmund mit dem 1. Preis ausgezeichnet.
Goetze durchlief mehrere Jahre Castings für Fernsehserien und Filme. In der 6-teiligen WDR-Serie Phoenixsee (2016) hatte Goetze dann seine erste Rolle im Fernsehen; er verkörperte in einer durchgehenden Serienrolle Fabian Hansmann, den fußballbegeisterten Sohn des neureichen Ehepaars Birger und Katharina Hansmann (Stephan Kampwirth, Nike Fuhrmann).
In dem Fernsehfilm Ich gehöre ihm, der im Juni 2017 seine Premiere auf dem Filmfest München feierte, hatte er eine Nebenrolle als Tom. Im Juni/Juli 2017 stand Goetze für den Kölner Tatort-Krimi Mitgehangen in einer Hauptrolle als Simon Grevel vor der Kamera. In dem Fernsehkrimi, der im März 2018 erstausgestrahlt wurde, verkörperte er den 16-jährigen Simon Grevel, den pubertierenden Sohn eines Reifengroßhändlers, den es sehr belastet, dass sein Vater unter Mordverdacht steht.
Von September 2017 bis Februar 2018 war Goetze in der 4. Staffel der ZDF-Serie Bettys Diagnose in einer durchgehenden Seriennebenrolle zu sehen; er verkörperte Yannick Weiss, den Sohn der neuen Stationsleiterin Betty Weiss (Annina Hellenthal). Sein Schauspielcoach für die Serie Bettys Diagnose war die Schauspielerin Tina Seydel. In der 6. Staffel der ZDF-Serie Bettys Diagnose, die im Herbst 2019 ausgestrahlt wurde, kehrte Goetze noch einmal für zwei Folgen in die Serie zurück.
In der 4. Staffel der Fernsehserie In aller Freundschaft – Die jungen Ärzte (2018) war er in einer Episodenhauptrolle als in eine französische Austauschschülerin verliebter 17-jähriger Teenager Finn Henke zu sehen, der mit einem Leistenbruch ins Krankenhaus gebracht und notoperiert wird. In der 7. Staffel der ZDF-Serie Heldt (2019) übernahm Goetze eine der Episodenhauptrollen als Schüler, der von seiner „Helikoptermutter“ unter Druck gesetzt wird. In der 17. Staffel der ZDF-Serie SOKO Wismar (2019) hatte Goetze eine Episodenhauptrolle als Teenager und bester Kumpel eines getöteten Schülers. In der 16. Staffel der ZDF-Serie SOKO Köln (2020) übernahm er eine Episodenhauptrolle als Sohn eines eiskalten Kölner „Drogenpaten“. In der 20. Staffel der ZDF-Serie SOKO Leipzig (2020) spielte er den Jugendlichen Niklas Trimmborn, der unter Verdacht gerät, seinen Vater erschossen zu haben. In der 23. Staffel der TV-Serie In aller Freundschaft (2020) übernahm er eine der Episodenhauptrollen als aggressiver, gewalttätiger Jugendlicher, der nach einer Kohlenmonoxidvergiftung einen Notarzt brutal zusammenschlägt und bestreitet, mit der Schlägerei etwas zu tun zu haben. In der 9. Staffel der TV-Serie In aller Freundschaft – Die jungen Ärzte (2024) spielte er in einer Episodenhauptrolle den verletzten Mathematikstudenten Moritz Teuber, der eine Dating-App hackt, um seine eigenen Flirtchancen zu verbessern.
Goetze besuchte bis zu seinem Abitur 2019 die CJD Christophorusschule Königswinter. Er wohnt in Bonn.

## Filmografie
- 2014: Fotura (Kurzfilm)
- 2016: Phoenixsee (Fernsehserie; Seriennebenrolle)
- 2016: Verfluchte Liebe deutscher Film
- 2017–2019, 2021: Bettys Diagnose (Fernsehserie; Seriennebenrolle)
- 2017: Ich gehöre ihm (Fernsehfilm)
- 2018: Tatort: Mitgehangen (Fernsehreihe)
- 2018: In aller Freundschaft – Die jungen Ärzte (Fernsehserie, Folge Wunschträume)
- 2019: Der Lehrer (Fernsehserie, Folge Einfach mal Klartext geredet…)
- 2019: Löwenzahn (Fernsehserie, Folge E-Sport – Das knallharte Trainingscamp)
- 2019: Heldt (Fernsehserie; Folge: Nur das Beste)
- 2019: SOKO Wismar (Fernsehserie; Folge: Am falschen Ort)
- 2020: SOKO Köln (Fernsehserie; Folge: Showdown)
- 2020: SOKO Leipzig (Fernsehserie; Folge: Lebenslügen)
- 2020: In aller Freundschaft (Fernsehserie; Folge: Verwahrlost)
- 2020: Max und die wilde 7
- 2024: In aller Freundschaft – Die jungen Ärzte (Fernsehserie; Folge: Selbstbestimmung)